# Alexandre de Riquer
Pour les articles homonymes, voir Riquer.
Alexandre de Riquer (1856-1920) est un artiste polymathe espagnol d'origine catalane, l'une des figures les plus importantes du modernisme catalan.

## Origines et formation
Issu d'une famille de la noblesse espagnole, les comtes de Casa Dávalos (es) et marquis de Benavent, Alexandre de Riquer naît dans un milieu à la fois carliste par son père Martín de Riquer y Comelles, et tourné vers l'art et la littérature par sa mère, Elisea Ynglada y Moragas.
De 1869 à 1871, ses parents l'envoient étudier en France, d'abord à Béziers puis en tant qu'étudiant à l’École des beaux-arts de Toulouse. Il rentre à Barcelone en 1874 pour intégrer l’École de la Llotja et achever sa formation. Il compose ses premiers poèmes, Notas del alma (1875), influencé par Gustavo Adolfo Bécquer et Ramón de Campoamor. Il s'intéresse de près au préraphaélisme, en particulier à Edward Burne-Jones, et aux théories de William Morris, ainsi qu'à l’art japonais.
Durant sa jeunesse, il effectue de nombreux voyages d'étude, qui le mènent à Paris et à Rome (1879). Cette année-là, il est publié dans la revue La Academia (Madrid).

## Parcours
Proches des artistes peintres et des architectes catalans de sa génération, il participe à l’Exposition universelle de 1888 à Barcelone, mais aussi à la décoration de bâtiments en tant que céramiste par le biais de Lluís Domènech i Montaner (Château des trois dragons) qui dirige également la revue La Ilustración Catalana y Arte y Letras à laquelle de Riquer contribue activement. En 1890, il expose individuellement pour la première fois en tant que peintre à la Sala Parés (Barcelone), sur le thème des oiseaux.
En 1893, il fonde le Círculo Artístico de San Lucas avec les frères Llimona et Alexandre M. Pons, à l'origine du mouvement moderniste propre à la Catalogne.
En 1897, il rejoint les artistes du cabaret Els Quatre Gats, qui éditent une revue et où se retrouve toute l'avant-garde. Il commence à publier des recueils de poésie marqués par le symbolisme qu'il illustre lui-même d'eaux-fortes.
En 1900, il devient le directeur artistique de la revue catalane Joventut.
De 1912 à sa mort, il se consacre presque exclusivement à sa peinture.
Alexandre de Riquer est l'auteur de nombreuses affiches remarquables, d'ex libris, d'illustrations destinés aux livres, de gravures sur bois et de motifs décoratifs.
Il se maria en 1885 avec María Dolores Palau González de Quijano dont il eut neuf enfants. C’est leur petit-fils (fils d’Emilio, l’aîné de cette fratrie) qui deviendra le 8e comte de Casa Dávalos : Marti de Riquer (1914-2013), écrivain et philologue espagnol.
Devenu veuf en 1899, Alexandre de Riquer se remaria en 1911 avec Marguerite Laborde (1880-1973), femme de lettres originaire d’Oloron-Sainte-Marie, connue sous son nom de plume « Andrée Béarn ». Ils eurent un fils, Jean de Riquer (1912-1993), artiste peintre et graveur.

## Affichiste
Auteur prolifique, au départ influencé par Eugène Grasset, il est remarqué par Jules Chéret qui fait reproduire deux de ses compositions dans sa revue Les Maîtres de l'affiche (1895-1900), à savoir Troisième exposition de Barcelone (1895) et Maison A. et E. Napoléon, photographes. Il signe Riquer.

## Conservation
- 1877 : Purísima, Museo Diocesano de Barcelona.
- 1911 : Marguerite Laborde, portrait peint, Musée national d'art de Catalogne.
- 1916 : Emilia de Riquer i Palau, portrait peint, Musée national d'art de Catalogne.

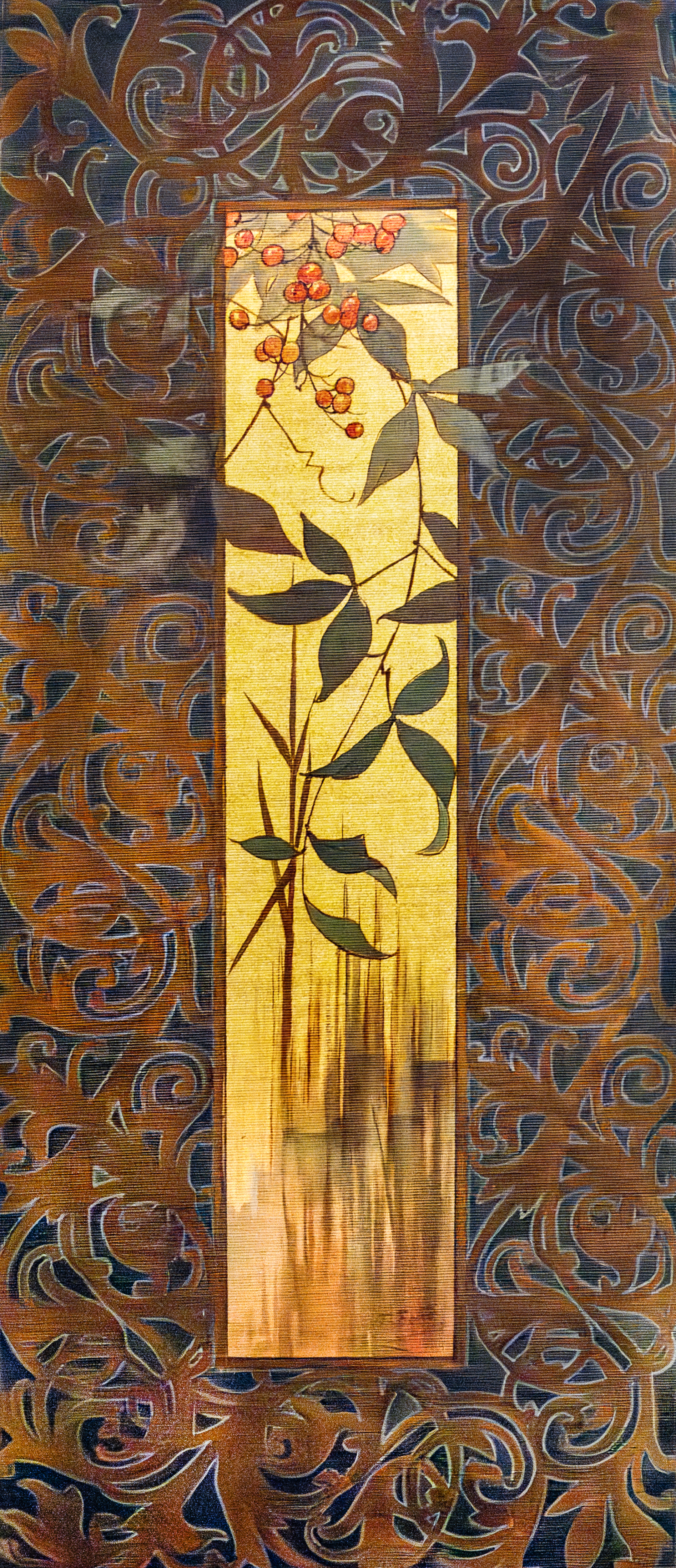
Composition aux motifs végétaux japonisants (1887), Tempera sur toile - MNAC
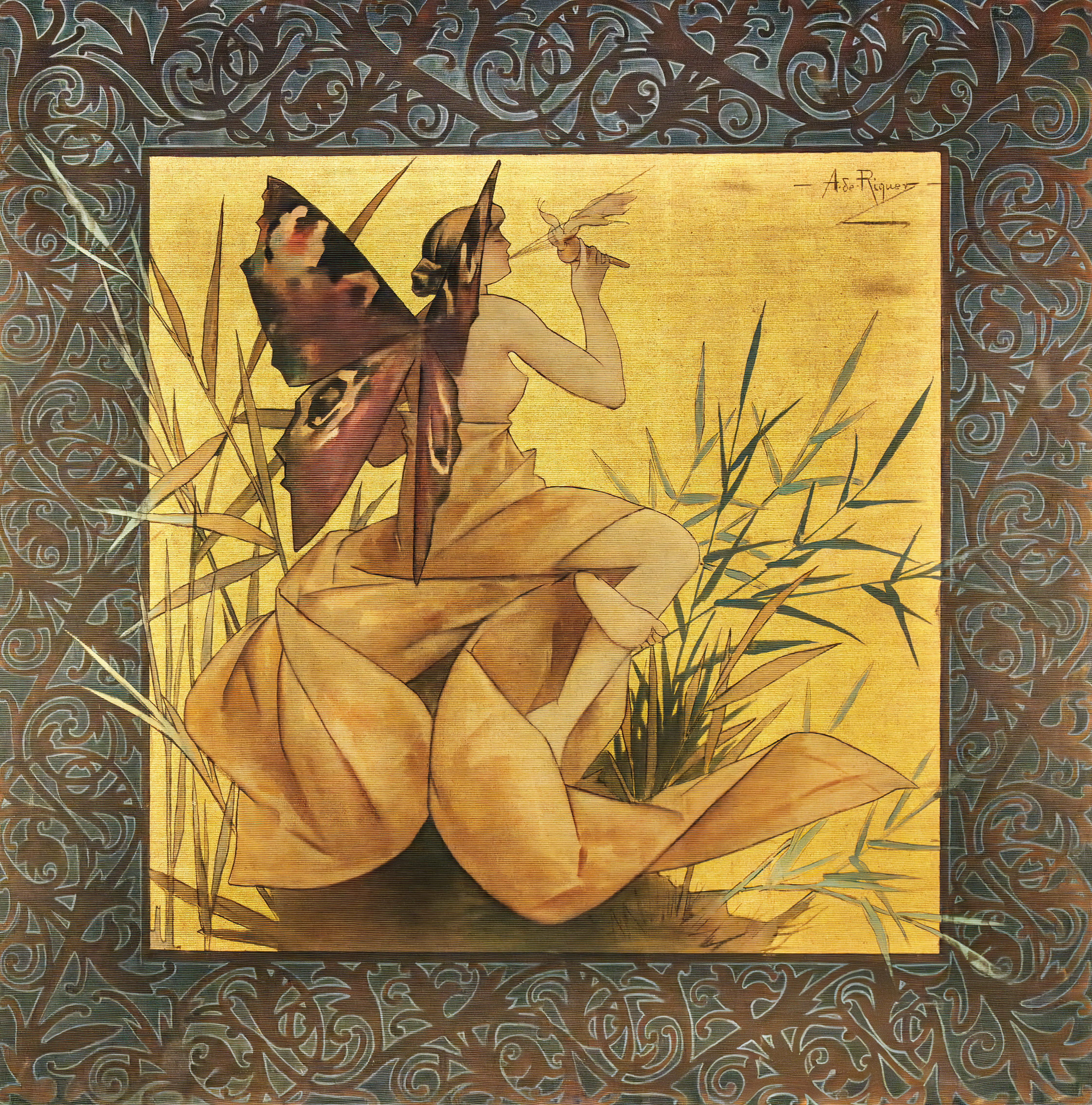
Composition avec nymphe ailée soufflant entre les roseaux (1887), Tempera sur toile - MNAC
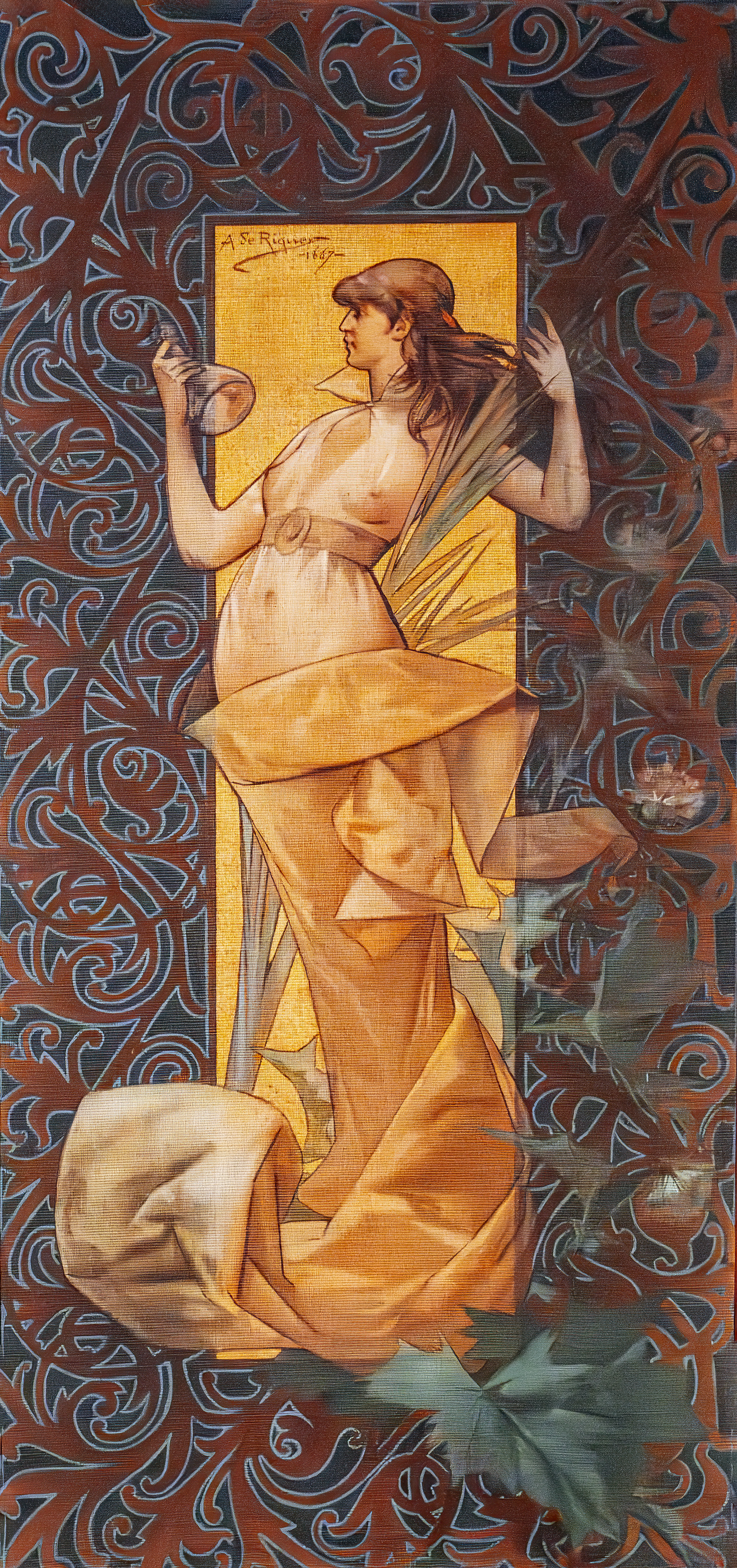
Figure féminine avec une fiole à la main (1887), Tempera sur toile - MNAC
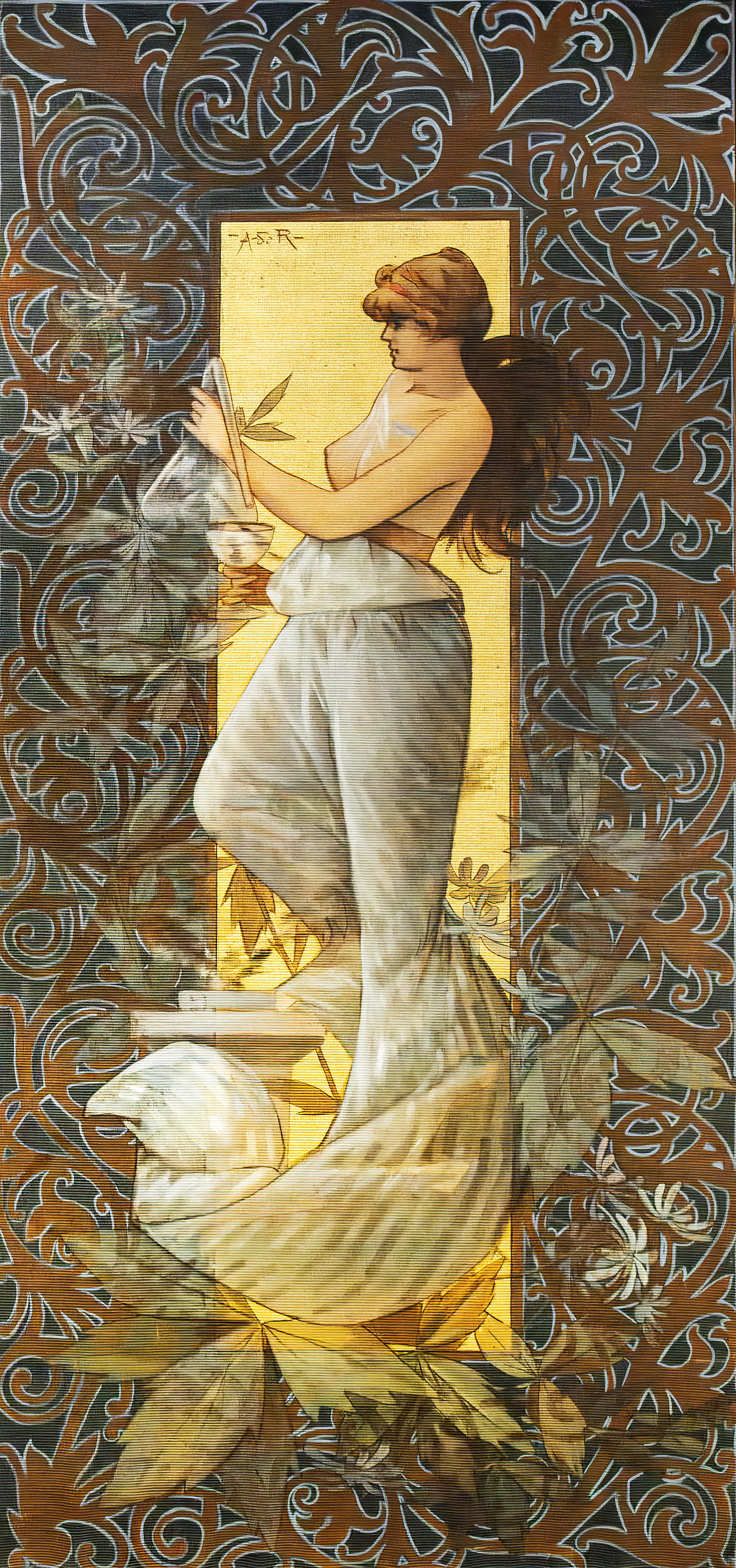
Figure féminine avec un verre (1887), Tempera sur toile - MNAC
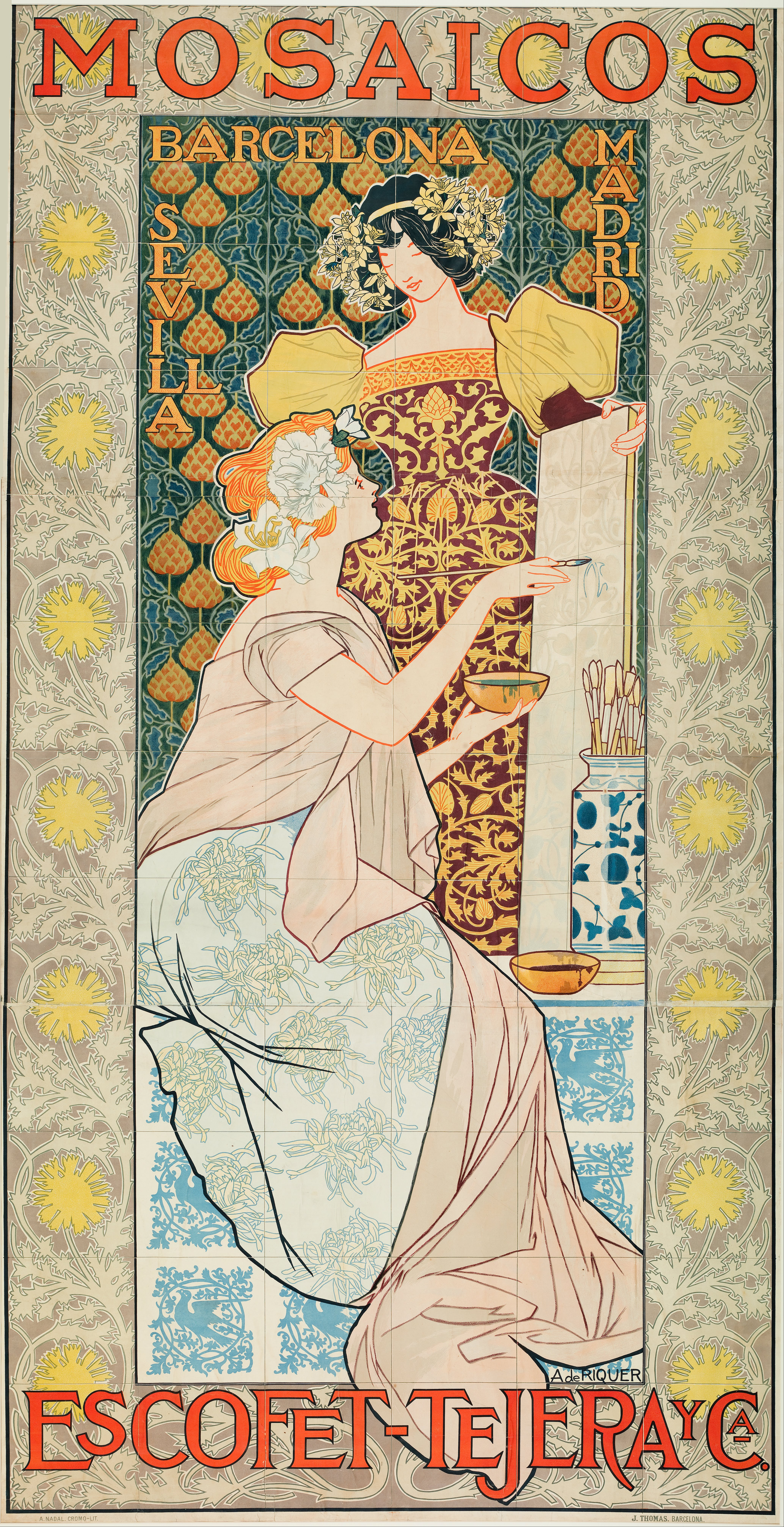
Panneaux en céramiques (1900).